# جاك رينو
جاك رينو (بالإنجليزية: Jack Reno)‏ هو مغن مؤلف أمريكي، ولد في 30 نوفمبر 1935، وتوفي في 1 نوفمبر 2008.